# Istra
Istra è una cittadina della Russia europea centrale (oblast' di Mosca), situata 58 km a ovest della capitale sulle sponde del fiume omonimo; fino al 2017 era il capoluogo amministrativo del distretto omonimo.
Viene fondata nel 1589 con il nome di Voskresenskoe (Воскресенское), dal nome della chiesa chiamata Voskresenija Christova (Воскресения Христова, in russo della resurrezione di Cristo); nel 1781 ottenne lo status di città venendo rinominata Voskresensk. Risale al 1930 l'ultima ridenominazione che la portò al nome attuale, derivatole dal nome del fiume che la bagna.
Istra è un centro prevalentemente industriale (alimentari, mobili). Degno di nota il Monastero Nuova Gerusalemme.
Il nome non ha alcun legame con l'Istria.

## Società

### Evoluzione demografica
Fonte: mojgorod.ru
- 1897: 2.300
- 1926: 3.300
- 1939: 7.300
- 1959: 7.000
- 1979: 30.300
- 1989: 35.000
- 2002: 33.652
- 2007: 32.400